# Famille de Bourbourg
Pour les articles homonymes, voir Bourbourg (homonymie).
La famille de Bourbourg, nobles français de Bourbourg, en Flandre maritime (actuel arrondissement de Dunkerque, département du Nord) détient la châtellenie de Bourbourg, dans le comté de Flandre, dès sa création en fin du XIe siècle. La dernière héritière épouse au début du XIIIe siècle un comte de Guînes, ce qui signe la fin de la famille. D'autres personnages, étrangers à la famille initiale, maintiennent le nom de Bourbourg dans l'aristocratie laïque et ecclésiastique du comté de Flandre pendant encore deux siècles.

## Armes
La famille de Bourbourg a pour armes : « D'azur à trois tierces d'or».

## Histoire
La famille de Bourbourg, châtelains de Bourbourg du XIe au XIIIe siècle, entretient des liaisons étroites avec son suzerain, le comte de Flandre et maintient des relations suivies avec les comtes de Guînes, qui font alors partie de la « haute aristocratie ».
La châtellenie est leur bien principal. Châtelains, ils assistent à de nombreux actes ou chartes, pour soutenir leur suzerain, témoigner de sa volonté et la faire appliquer, mais aussi en prendre acte dès lors que la décision les touche directement dans leurs droits et possessions. Ils ont des relations pacifiées avec leurs homologues châtelains, probablement parce que les frontières de chaque territoire sont bien définies. En revanche, les rapports demeurent plus contrastés avec les abbayes : d'un côté, ils font souvent des dons aux monastères éloignés, de l'autre, ils ont des litiges fréquents avec ceux situés sur leur territoire, acceptant mal qu'ils échappent à leur tutelle. Les comtes de Flandre donnent alors globalement raison aux cloîtres, compte tenu du poids de l'église à cette époque.

## Thémard de Bourbourg (mort en 1127)
Thémard (ou Thevart, Thangmar, Demar) de Bourbourg est le premier châtelain de Bourbourg connu avec certitude : il apparait pour la première fois dans le cartulaire de l'abbaye de Watten en 1072. Conseiller des comtes de Flandre, il a des relations très variables avec les abbayes, parfois sereines et parfois conflictuelles.
Thémard de Bourbourg épouse Livilde, sans autre précision. Le couple donne naissance à cinq enfants dont les deux fils aînés, Gauthier Ier et Ghislebert Ier, meurent aux côtés de leur père en 1127. Son troisième fils, Henri Ier, va lui succéder à la tête de la châtellenie. Il a également deux filles. L'une d'elles peut être Avicie ou Adelize de Bourbourg, épouse de Gobert III de Bergues-Saint-Winoch (voir Maison de Berghes-Saint-Winock).

### Châtelain de Bourbourg
Thémard passe pour être le fils de Gauthier, châtelain de Bergues et de Bourbourg qui lui transmet officiellement à sa mort en 1090 la châtellenie de Bourbourg. Il en possède donc les différents fiefs. En tant que châtelain, il est dit vicomte (ou  burgrave ).
En 1113, Thémard participe à la cour solennelle tenue à Saint-Omer par le comte de Flandre Baudouin VII de Flandre. Il y côtoie les autres châtelains des environs, bras droits du comte, ceux de Saint-Omer, Gand, Bruges, Courtrai, Bergues.

### Relations avec les abbayes
À une date non précisée, Thémard reçoit du comte de Flandre un territoire faisant partie du marais de Millam, avec mission de l'assécher (rôle moteur des comtes de Flandre pour la mise en valeur des terres, souvent marécages ou marais (voir watringue). Thémard va donner plus tard le fief (trois cent une mesures soit environ cent trente cinq hectares) à l'abbaye Notre-Dame de Bourbourg qui en possédait déjà la majeure partie.
En 1093, Thémard est témoin de l'acte par lequel le comte de Flandre Robert II de Flandre donne à l'abbaye de Watten la terre de « Holeke » (Holque) avec bois et marais.
Il signe en 1104 de nombreux actes concernant l'abbaye Notre-Dame de Bourbourg récemment créée.
Le comte Baudouin VII de Flandre a accordé à l'abbaye Saint-Bertin de Saint-Omer toute la juridiction sur les terres, et habitants y demeurant, qu'elle possède dans la châtellenie de Bourbourg. Thémard s'oppose à cette décision, le privant de ses droits de châtelain, et a « inquiété » le monastère. En janvier et juin 1119, Jean Ier de Warneton, évêque de Thérouanne enregistre son renoncement à revendiquer. Néanmoins, il faut qu'en 1125, le nouveau comte Charles Ier de Flandre (Charles le Bon), réaffirme les droits accordés à l'abbaye,.
Thémard est témoin en 1121 avec son fils Gauthier Ier (ou Walter) d'un acte dans lequel le comte Charles le Bon accorde à l'abbaye de Saint Winoc à Bergues de nombreuses dîmes dont celle de la paroisse de Zuydcoote. La même année, il est également témoin d'un don de terres situées à Téteghem, au profit de l'abbaye de Bourbourg, par le comte Charles le Bon.

### Conseiller des comtes de Flandre
Thémard s'illustre en tant que conseiller de plusieurs comtes de Flandre. En 1071, il contribue à la victoire de Robert Ier de Flandre (Robert le Frison) à Cassel (bataille de Cassel). Conseiller de Robert, il le restera des trois comtes suivants : Robert II de Flandre, Baudouin VII de Flandre, Charles 1er de Flandre . À la suite de cette proximité, les châtelains de Bourbourg bénéficient du titre de baron du comté de Flandre.
Lorsque le comte Robert II de Flandre prépare son départ pour les croisades (première croisade de 1096 à 1099), il choisit Thémard pour être le conseiller de sa femme, Clémence de Bourgogne qui va gérer le comté pendant son absence.
Thémard est assassiné le 2 mars 1127 au côté de Charles le Bon, comte de Flandres, dans l’église St-Donatien de Bruges pendant la messe du mercredi des Cendres, avec ses deux fils aînés, Gautier et Gislebert,

## HenriIerde Bourbourg (mort en 1168)
Henri Ier est cité avec sa mère Livilde et ses deux sœurs  Mahaut de Bourbourg et Adelize, dans  une charte de l'abbaye d'Andres
Henri Ier de Bourbourg, succède à son père en 1127, dans la châtellenie de Bourbourg. Initié à la fonction en assistant à la passation de chartes du comte de Flandre, dit Le Glorieux, il est le 3e fils de Thémard. Après sa mort en 1168, il est inhumé dans l'abbaye de Saint-Bertin de Saint-Omer.

### Proximité des comtes de Flandre
Il exerce la fonction de connétable de Flandre de 1127, date de la mort de son père à sa propre mort, autrement dit chef militaire du comté de Flandre et premier officier de la cour de Flandre. À ce titre, il assiste à plusieurs reprises sous les comtes successifs à des chartes importantes passées par ces derniers :
- en 1127, au côté des nobles de premier rang du comté, lorsque le nouveau comte Guillaume Cliton (Guillaume de Normandie) confirme les lois et coutumes de Saint-Omer[18].
- en 1145, avec les autres châtelains de la région, quand Thierry d'Alsace tranche sur la répartition des rôles entre une abbaye, ici l'abbaye Saint-Bavon de Gand, et l'avoué de celle-ci[19].
- en 1163, avec ses fils, sans autre précision, lorsque Philippe d'Alsace accorde à la ville de Nieuport une charte lui donnant les mêmes libertés que celles accordées à la cité de Dixmude[20].
- en 1164, à une charte par laquelle le comte Philippe confirme les privilèges (libertés communales) accordées par son père Thierry à la ville de Saint-Omer en jurant de les respecter, et à une charte annexe où Philippe fixe les avantages respectifs des villes de Saint-Omer et de Bourbourg dans leurs relations, en présence des échevins des deux cités[20].

### Lutte pour le comté de Guînes
En novembre 1127, Henri Ier fait partie des témoins d'une charte passée par Manassès Ier de Guînes, comte de Guînes, en son château de Tournehem, en présence de nombreux seigneurs locaux, entérinant un accord avec l'abbaye de Saint-Bertin de Saint-Omer.
Signe du niveau social du châtelain, il se marie en premières noces, à une date non connue, avec Sibylle de Guînes, dite Rose, fille et héritière du puissant comte de Guînes Manassès 1er et d'Edme de Tancarville. Sybille meurt avant 1130, (et non pas en 1137), juste après la naissance de sa fille Béatrix de Bourbourg et reçoit sa sépulture en l'abbaye de la Capelle (commune actuelle de Les Attaques).
Henri Ier défend avec la dernière énergie les intérêts de sa fille Béatrice, héritière légitime du comté. Manassès meurt en 1137. Béatrix souffre de grandes infirmités, tels que la pierre, ou la gravelle (lithiase urinaire ou maladie de la pierre). Manassès lui a fait épouser un seigneur anglais Albert ou Albéric le Sanglier pour renforcer les liens avec l'Angleterre. Albéric retourne dans son pays. La mort de Manassès le rappelle au comté de Guînes sur les injonctions d' Henri. Il rend hommage à Thierry d'Alsace, comte de Flandre, en tant que comte de Guînes, mais s'en retourne en Angleterre, laissant son épouse, et sa terre de Guînes à la garde d'Arnould, seigneur de Ham (Hames-Boucres) dit le Mangeur. Arnould de Gand, seigneur de Tournehem, fils de Wenemar, châtelain de Gand, seigneur de Bornhem et de Gisèle ou Gilette, sœur de Manassès, intervient. Il bénéficie de l'appui du châtelain de Saint-Omer, son beau-père, et des frères de Mahaut de Saint-Omer, son épouse, (maison de Saint-Omer) puis bientôt de la  grande majorité des vassaux du comte de Guînes. Il usurpe le comté. Albéric préfère rester à la cour d'Étienne, roi d'Angleterre, où il est en grande considération. Officiellement, il y prend possession des terres relevant du comté de Guînes situées outre-Manche. Arnould de Ham et Henri Ier résistent à Arnould de Gand. Arnould de Ham s'enferme dans le château d'Audruicq, Arnould de Gand vient l'assièger, Henri de Bourbourg vient à son aide avec une armée, en vain, ils doivent s'enfuir et se réfugier à Bourbourg. Henri va encore tenter de résister à Arnould à partir de la forteresse d'Aumerval près d'Audruicq mais doit de nouveau s'enfuir. Béatrix délaissée par son mari, n'a pas d'héritier. Henri provoque la séparation du couple, et remarie Béatrix à Baudouin d'Ardres, seigneur d'Ardres, ex-soutien d'Arnould de Gand. Mais Béatrix meurt peu après, toujours sans héritier, et est enterrée dans le même monastère que sa mère. Arnould de Gand peut alors s'emparer du comté sans coup férir et légalement cette fois, sous le nom d'Arnould Ier de Guînes. Henri doit se soumettre et le reconnaît, en 1142, le conflit ayant duré cinq ans. En cette même année, les deux anciens principaux protagonistes de l'affrontement, Arnould 1er, en tant que comte de Guînes, et Henri Ier, en tant que châtelain de Bourbourg, se retrouvent, parmi des notables du comté de Flandre, comme témoins d'une charte souscrite par Thierry d'Alsace.

### Châtelain de Bourbourg
Henri Ier, châtelain de Bourbourg, établit une charte en 1142 : un de ses hommes a donné un fief de douze mesures de terre (environ cinq hectares) à l'hôpital de Bourbourg, généralement appelé Saint-Nicolas, situé en dehors de la ville (il soigne notamment les lépreux). Lui-même contribue en donnant des terres. Son fils Baudouin, appelé vicomte, est présent. En 1150, à Bourbourg, devant Henri et Baudouin, le comte Thierry d'Alsace confirme la donation.
Châtelain, comme son père, Henri est cité dans plusieurs chartes qui témoignent des relations contrastées, entre dons et oppositions, avec les abbayes. En 1131, il donne à l'abbaye des Dunes huit mesures de terre (environ trois hectares et demi) pour y établir une bergerie. À une date non connue, Henri, sur la pression du comte Thierry d'Alsace, doit reconnaitre, avoir troublé injustement l'église de Watten (abbaye de Watten) dans la possession de ses terres d'Holque. Thierry réaffirme que les biens de l'abbaye sont exempts de tout droit féodal et de toutes taxes ou impositions que quiconque, ses propres représentants ou le châtelain, pourraient prétendre lever sur eux. Entre 1130 et 1151, Henri Ier et sa femme Béatrix donnent une terre au prieuré de Forest (dans le Brabant) contre la promesse que le monastère célèbrera leur anniversaire, (cérémonie tenue à la date anniversaire du décès pour le salut de l'âme du défunt), et vers 1155, Henri, en tant que connétable de Flandre et châtelain de Bourbourg, donne une terre à l'abbaye d'Affligem (toujours dans le Brabant). Vers 1160, Henri renonce à ses droits sur un marais (marais de Niulède) au profit de l'abbaye de Clairmarais.

### Mariage et descendance
Veuf, Henri Ier épouse vers 1130, Béatrix de Gand-Alost, dame d'Alost et de Waise, fille de Baudouin III de Gand, mort en 1127, dit Le Lousche ou Le Barbu, seigneur d'Alost et de Tourcoing, et de Lutgarde de Grimberge (Grimbergen?). Seule descendante, elle hérite de tous les biens, mais Yvain de Gand, son oncle, frère de Baudouin, a profité de sa jeunesse pour la déposséder avec le consentement du comte Thierry d'Alsace (Yvain a ou va épouser la fille du comte). Afin de favoriser son mariage, Béatrix se voit cependant restituer par Thierry d'Alsace une partie des biens hérités de sa mère en Brabant, notamment les francs alleux de Warce et de Menith. Vers 1150, Thierry d'Alsace déclare qu'il a affranchi Emma, épouse du médecin Maler et l'a donnée à Béatrice qui à son tour l'a donnée à l'abbaye de Bourbourg.
Le couple va avoir douze enfants, dont :
- Baudouin de Bourbourg, qui succède à son père en tant que châtelain.
- Henri II de Bourbourg, mort jeune, peu de temps après avoir été fait chevalier, appelé dans certaines chartes, Henri de Cassel[17].
- Gislebert II de Bourbourg, présent aux côtés de son père lors de la lecture de lettres du comte Charles le Bon en 1125, perd la vue lors d'un tournoi, et de ce fait refuse de succéder à son frère aîné Baudouin, en tant que châtelain[17].
- Raoul de Bourbourg, doyen de la cathédrale Notre-Dame de Noyon en 1172[4], donne son accord en même temps que son frère Baudouin, châtelain, et son autre frère Henri II au don de terres fait par Baudouin de Bailleul, son beau-frère, et son fils également prénommé Baudouin, au bénéfice de l'abbaye de Clairmarais en 1172. Pressenti pour devenir évêque de Noyon, il décède peu de temps avant son élection, sa sépulture est installée dans l'église Saint-Fursy de Péronne (disparue depuis).
- Siger de Bourbourg, entre lui aussi dans l'église[15], meurt peu de temps après son frère Raoul, est enterré dans l'église Notre-dame de Bourbourg, église de l'abbaye de Bourbourg.
- Gautier II de Bourbourg, va être châtelain de Bourbourg après son frère.

Les autres enfants sont des filles dont Mabille épouse en 1187 de Baudouin IV de Bailleul, châtelain de Bailleul, Lutgarde mariée à un noble seigneur habitant près du Rhin, nommé  Arnaud de Cuerthèdre, Adelise, femme d'Étienne, seigneur de Sinneghem, et deux sœurs, Mahaut et Béatrix II de Bourbourg, Mahaut étant abbesse de l'abbaye Notre-Dame de Bourbourg.

## Baudouin de Bourbourg (mort en 1180)
Baudouin de Bourbourg, prénommé Baudouin en mémoire de son aïeul maternel, Baudouin de Gand, déjà initié à la fonction de châtelain, succède à son père. Le fils et héritier d'Yvain de Gand, usurpateur des biens de sa mère, meurt jeune sans descendant en 1166, ses possessions reviennent à son oncle le comte de Flandres. Baudouin de Bourbourg négocie et récupère une partie des terres, rendue par le comte Philippe d'Alsace : la seigneurie de Tourcoing (liste des seigneurs de Tourcoing) et Torthone, Longuemarque, Becquescot, qui lui appartenaient de droit par héritage maternel. Il accepte habilement de s'en tenir là.
Il se marie avec une fille de grande famille : Julienne, comtesse de Duras, fille d'Othon II, comte de Duras, (famille de Duras), de Montagu et de Clermont en Ardenne, sire de Rochefort, avoué de Saint-Trond et de Dinan, mort en 1146 et de Berthe de Bouchain. Le mariage reste sans enfants.
Baudouin épouse ensuite Élisabeth de Béthune, (maison de Béthune), fille de Robert de Béthune, dit le Roux, avoué d'Arras, avoué de Thérouanne, seigneur de Béthune. Il s'allie enfin avec une Clémence : Baudouin et Clémence donnent, vers 1172, à l'abbaye de Clairmarais une terre située à proximité de Gravelines.
En 1169, Baudouin est témoin d'une charte de Philippe d'Alsace en faveur du chapitre de Saint-Pierre à Aire-sur-la-Lys, dont l'octroi de grandes terres de marais entre Watten et Bourbourg.
En 1178, il confirme le don de cinquante et une mesures de terre (environ vingt trois hectares) fait par son père à l'hôpital de Bourbourg, en présence de Clémence son épouse et de Wautier (Gauthier), son frère.
Il meurt sans héritiers en 1180, est enterré dans l'église Notre-Dame de Bourbourg comme tous les châtelains de la famille, Henri  excepté.

## Gautier II de Bourbourg (mort en 1190)
Gautier II de Bourbourg, dit Le Jeune, succède à son frère Baudouin en tant que châtelain de Bourbourg et seigneur de Tourcoing. Il se marie avec Mahaut de Béthune, dame de Chocques, sœur d'Élisabeth, épouse de Baudouin. Gautier est l'héritier des droits et prétentions sur les terres d'Alost et de Waise.
Gautier est témoin en 1181 d'un acte de Philippe d'Alsace entérinant un don de terres, situées près de Nieuport, fait par un habitant de Gravelines à l'hôpital de Bourbourg.
Il meurt en 1190. On lui connait deux héritiers :
- Henri II de Bourbourg, qui suit.
- Béatrix III de Bourbourg, qui suit après son frère[49].

## Henri II de Bourbourg (mort en 1194)
Henri II de Bourbourg, chevalier, succède à son père. Mineur comme sa sœur, ses intérêts sont confiés aux frères de sa mère de la maison de Béthune et à Henri de Bailleul, leur cousin. Cette protection n'était pas inutile, un autre cousin tenta, sans succès, de se saisir de la seigneurie de Tourcoing.
Vers 1184, en tant que châtelain, Henri II officialise la vente d'une terre par un particulier à l'abbaye de Bourbourg.
Il fonde une chapelle à Bourbourg, dans l'église paroissiale ou dans l'église de l'abbaye de Bourbourg. En 1260, Arnould III de Guînes, comte de Guînes et châtelain de Bourbourg, petit-neveu du côté maternel d'Henri, va accorder à la chapelle, six livres de rente par an.
Henri meurt jeune sans s'être marié et sans héritier en 1194.

## Béatrix III de Bourbourg (morte en 1224)

### Épouse d'ArnouldIIde Guînes
Béatrix III de Bourbourg, est mise jeune en l'abbaye de Bourbourg, après la mort de son père, pour y être éduquée et instruite. Elle hérite des biens de la famille à la suite du décès de son frère, dont les droits sur les terres d'Alost et de Waise. Elle épouse en 1194 ou en 1200 Arnould II de Guînes comte de Guînes, seigneur d'Ardres, dont le père Baudouin II de Guînes voit rapidement l'intérêt d'épouser cette riche héritière. Arnould devient de ce fait châtelain de Bourbourg, seigneur de Tourcoing, détenteur du pays d'Alost et se gagne des alliés puissants dans la maison de Béthune : Guillaume de Béthune, seigneur de Béthune, avoué d'Arras et de Tenremonde, Conon de Béthune, Baudouin de Béthune, comte d'Aumale, Jean de Béthune devenu depuis évêque de Cambrai, ou encore l'allié du proche parent de Béatrice, Henri de Bailleul, qui a géré la châtellenie pour Béatrice avant son mariage
Pour Béatrice, ce mariage offre également plusieurs intérêts : les comtes de Guînes sont une puissance qui compte, l'alliance donne un nouveau prestige à la châtellenie. L'union représente l'opportunité de résister aux pressions de Mathilde de Portugal, veuve du comte de Flandre Philippe d'Alsace, qui prétend détenir les terres de Bourbourg et d'Alost, au motif que ces biens font partie de son douaire.
Béatrice est dite à la date de son mariage « pour l'âge de sa jeunesse remplie de grand savoir et prudence et douée de grands et excellente beauté. Et quant à la noblesse et biens temporels, c'était la plus noble et riche héritière qui fut en tout le pays. »
Elle reçoit en douaire les terres d'Ardres et Colewide. Le mariage est célébré en grande pompe à Ardres, le prêtre du lieu, le célèbre futur chroniqueur Lambert d'Ardres, bénit le lit de noces.
Béatrice fait les frais en 1213-1214, du changement d'alliance d'Arnould, auparavant lié au comte de Flandre, qui se rapproche du roi de France Philippe Auguste et de son fils aîné Louis, le futur Louis VIII. En représailles, le comte Ferrand de Flandre ravage à deux reprises le comté de Guînes, et Béatrice se retrouve enfermée dans le château. Délivrée par quelques seigneurs flamands, plus ou moins apparentés, soucieux de son sort, tandis qu' Arnould a fui à Saint-Omer, elle est quand même emmenée en Flandre avec enfants et entourage. Cette séparation d'avec son mari l'aurait arrangée, l'entente entre les époux n'étant pas bonne. Elle va y rester quatre ans, séparée de son mari, séparation qui semblait lui convenir, en raison de désaccords dans le couple.
La situation politique change : Arnould est du côté des vainqueurs de la bataille de Bouvines de 1214, gagnée par Philippe Auguste, au contraire de Ferrand emmené en captivité.
En juillet 1218, le couple est réuni lorsqu' Arnould passe une charte dans l'abbaye de Saint-Bertin.
Arnould meurt en 1220, est inhumé dans l'abbaye Saint-Médard d'Andres. Béatrice se retrouve veuve. Le couple a eu plusieurs enfants.

### Pieuse châtelaine et comtesse
En 1210, lors d'une charte faite en faveur de l'abbaye de Saint-Bertin, où, châtelain de Bourbourg, Arnould renonce à des droits dus par l'abbaye, elle donne son consentement contre la célébration de son anniversaire après son décès.
Béatrice va prouver par la suite sa foi mais en 1216, Adam évêque des Morins (évêque de Thérouanne) atteste que Béatrix, comtesse de Guînes et châtelaine de Bourbourg a reconnu avoir extorqué à l'abbaye de Saint-Bertin le paiement de 80 livres de Flandre.
En 1217, Béatrice fait des dons à l'abbaye de Tronchiennes, pour le salut de ses parents Gautier et Mahaut.
Très croyante, elle fait un don à l'abbaye Saint-Jean-Baptiste de Chocques, (sans doute en mémoire de sa mère, dame de Chocques), pour le salut de l'âme de son mari, de ses parents et de son frère Henri II par charte passée à Thérouanne le 12 mai 1221. Elle fait quasiment un don identique, (cinq mille harengs, une pesée de fromage sur des terres situées à Saint-Folquin) pour le salut des mêmes, à l'abbaye Notre-Dame de Licques.
Elle a alors des différends avec le nouveau comte de Guînes, son fils Baudouin III de Guînes, à propos de son douaire. Les deux font appel à l'arbitrage du châtelain de Saint-Omer et de Guillaume de Fiennes. Un accord est passé en novembre 1222.
Béatrice donne cent mesures de terre (environ quarante cinq hectares) et un moulin qu'elle possède en un lieu appelé Bonham (sur la commune actuelle de Sainte-Marie-Kerque) pour y fonder une abbaye de filles, par une charte passée à Saint-Omer en décembre 1223.
Elle meurt à Bourbourg en 1224, est enterrée dans l'église de sa fondation, avec l'accord de Baudouin qui avait accepté cette construction et qui, pour obéir à ses volontés, déroge à la tradition voulant que les comtes de Guînes et leurs épouses soient inhumés dans l'abbaye d'Andres. Béatrice de Guînes, fille aînée d'Arnould II et de Béatrice III de Bourbourg, religieuse à Bourbourg, va être la première abbesse de l'abbaye de Bonham. Juste avant de mourir, Béatrice III a encore fait un don au monastère, qui va durer jusqu'en 1395, année où, les bâtiments étant ruinés par les guerres et les inondations, les religieuses sont transférées à l'abbaye Sainte-Colombe de Blendecques.

## Non reliés
Plusieurs personnalités dites de Bourbourg, sans lien établi avec la famille des châtelains, sont retrouvées dans les chartes intéressant le comté de Flandre aux XIIIe et XIVe siècles.
- Jean de Bourbourg est abbé à Bergues vers 1200, a priori de l'abbaye de Saint-Winoc, mais il existe un doute sur l'abbaye précise qu'il dirige, Bergues en comptant plusieurs.
- En 1235, maître E. de Bourbourg, official de Tournai, fait une déclaration selon laquelle Enguerrand de Slype et Jean, percepteur des maîtres de l'ordre du Temple en Flandre ont confirmé l'exemption de tonlieux dont jouit l'abbaye des Dunes à Slype[64]. En 1235, on parle de maître S. de Burbourg, official de Tournai qui atteste que Béatrix de Castellario a assigné à l'abbaye Saint-Nicolas-des-Prés de Tournai, une rente annuelle de 10 sous de Flandre sur deux maisons situées dans la Boucherie (in Machecleria) de Tournai[65]. Et en 1236, maître S. de Bourbourg, toujours official de Tournai, entérine un achat réalisé par l'église Saint-Nicolas-des-Prés[66]; il s'agit probablement de la même personne.
- En 1245, le chevalier Bertram de Bourbourg est un des nombreux chevaliers qui promettent fidélité au roi de France, Louis IX (Saint-Louis) dans l'hypothèse où la comtesse de Flandre Marguerite de Constantinople n'exécuterait pas les promesses données au roi[67].
- Philippe de Bourbourg est retrouvé au XIIIe siècle dans l'entourage de deux comtes de Flandre en tant que sergent chargé de missions de confiance. Exemple de l'ascension sociale que pouvaient réaliser de fidèles serviteurs de grands personnages, a priori d'origine non noble, il finit chevalier et seigneur de Verlinghem. Il remplit des missions entre 1265 et 1278 et meurt vers 1292.
- Henri de Bourbourg est nommé en 1271, bailli de la ville de Damme, pour représenter le bailli de la ville de Bruges. En 1272, Henri, reçoit la moitié d'un droit vendu par le chevalier Jean de Ghistelle et de la Wastine à la ville et commune de Damme[68]. Il remplit toujours cette charge en 1282[69]. Il pourrait être fils de Philippe de Bourbourg[69].
- En juillet 1291, Guy de Dampierre confirme les acquisitions de dîmes faites par le chapitre de Thérouanne sur différents fiefs dont un détenu par Wautier de Bourbourg dans le terroir de Bailleul[70]. En novembre 1292, Wautier de Bourbourg, achète le fief d'Ingelshof à Bambecque, à son neveu Philippe Dou Thoune. Parmi les témoins, Guillaume de Warhem représente le comte de Flandre[71]. Le 22 juin 1295, Gui de Dampierre, confirme la vente faite par son féal, Watier de Bourbourg, chevalier, à Béatrix, veuve de Michel de Cassiel, bourgeois d'Ypres, d'une rente de cent livres assignée sur le tonlieu de Bergues[72]. Watier de Bourbourg, appelé « Monseigneur[73] », fait face en 1295 à une contestation de « Monseigneur[73] » Willaume, seigneur de Fiennes, qui réclame le château de Bambecque. Dans une sentence rendue le 21 janvier 1296 par des chevaliers, Guillaume est condamné à l'amende, la personne désignée comme son procureur ne s'étant pas présentée[73]. Le 20 mars 1298, à Bruges, Raoul II de Clermont-Nesle, connétable de France, récompense « Messire[74] » Wautier de Bourbourg (Alphonse Wauters parle d'un Walter[75]), chevalier, des services rendus au roi de France Philippe IV le Bel (pendant la Guerre de Flandre qui oppose le comte Guy de Dampierre au roi Philippe le Bel), en lui donnant la mairie (représentant du châtelain) de Ghyvelde, deux mesures de terre dans la châtellenie de Bergues, et une rente d'avoine dans la paroisse de Beveren, dans la châtellenie de Furnes, à charge de tenir le tout en fief et hommage du roi de France[74]. Wautier pourrait être lui aussi fils de Philippe de Bourbourg, et frère d'Henri ci-dessus[69].
- Willaume de Bourbourg, échevin de Gand, est en 1306, agent des chevaliers receveurs du comte de Flandre, ayant la charge des grandes villes. Il reconnait avec l'agent chargé des petites villes, avoir reçu plus de deux mille livres, monnaie de Flandre, à l'occasion d'une opération[76].
- Thierri de Bourbourg, échevin de la ville de Bourbourg en 1309[77], chambellan du comte de Flandre (Robert III de Flandre), est envoyé en mars 1309 par la ville auprès du représentant du roi de France pour requérir la paix du roi (et négocier la contribution à l'amende imposée par le roi) (il s'agit toujours de Philippe le Bel et des suites de la guerre de Flandre)[78].
- Jean de Bourbourg, écuyer, épouse dans la deuxième moitié du XIVe siècle Élisabeth de Marselaer, fille d'Henri de Marselaer, écuyer, noble du duché de Brabant[79].